# Vernon Hills
Vernon Hills é uma vila localizada no estado americano de Illinois, no Condado de Lake.

## Demografia
Segundo o censo americano de 2000, a sua população era de 20.120 habitantes.
Em 2006, foi estimada uma população de 24.200, um aumento de 4080 (20.3%).

## Geografia
De acordo com o United States Census Bureau tem uma área de
19,7 km², dos quais 19,2 km² cobertos por terra e 0,5 km² cobertos por água.

## Localidades na vizinhança
O diagrama seguinte representa as localidades num raio de 8 km ao redor de Vernon Hills.